# Copa Adrián C. Escobar 1942
La Copa Adrián C. Escobar 1942 constituye la tercera edición de este particular torneo relámpago, organizado por AFA.
Disputado a final de temporada, contaba con la particularidad de que los partidos duraban 40 minutos, distribuidos en dos tiempos de 20 minutos. En caso de empate, se disputaban dos tiempos extra de 10 minutos cada uno, y si persistía, se clasificaba aquel equipo con mayor cantidad de tiros de esquina a favor, propiciando que los mismos sean celebrados como "goles" por parte del público espectador. Los equipos participantes, podían llegar a disputar hasta dos encuentros en un mismo día.
Participaron en ella, los siete primeros equipos de la tabla de posiciones del torneo oficial de Primera División de 1942. River Plate, por ser el último campeón de la liga, entraba directamente en semifinales, siendo anfitrión del torneo.
En semifinales, el torneo enfrentó a cuatro "clásicos rivales", tomando aún mucha más relevancia. Huracán venció a San Lorenzo por 1 a 0, en un duro encuentro que necesito del tiempo extra. River Plate haría lo propio al eliminar a Boca Juniors, en tiros de esquina. Por segunda vez consecutiva, Millonarios y Quemeros se enfrentarían en la final.
Finalmente, Huracán se consagraría campeón al vencer por 2 a 0, obteniendo su primer título en la competición.
Alfredo Borgnia, de San Lorenzo, fue el goleador del torneo con 2 tantos.

## Sistema de disputa
Los primeros 7 equipos del Campeonato de Primera División, se enfrentaron en un heptagonal, a través de un sistema de eliminación directa.
Se jugaron partidos de 40 minutos, con la particularidad de que, en caso de empate al transcurrir el alargue, se clasificaba aquel equipo con mayor cantidad de tiros de esquina a favor.
River Plate avanzó directamente a semifinales por ser el último Campeón de Primera División.
Todos los partidos de los cuartos de final fueron disputados en el estadio El Gasómetro de San Lorenzo. Las semifinales y la final se realizó en el Estadio Monumental.

## Equipos
| Equipo                               | Clasificación                                       | Ciudad       |
| ------------------------------------ | --------------------------------------------------- | ------------ |
| Club Atlético River Plate            | 1° lugar del Campeonato de Primera División de 1942 | Buenos Aires |
| Club Atlético San Lorenzo de Almagro | 2° lugar del Campeonato de Primera División de 1942 | Buenos Aires |
| Club Atlético Huracán                | 3° lugar del Campeonato de Primera División de 1942 | Buenos Aires |
| Club Atlético Newell's Old Boys      | 4° lugar del Campeonato de Primera División de 1942 | Rosario      |
| Club Atlético Boca Juniors           | 5° lugar del Campeonato de Primera División de 1942 | Buenos Aires |
| Club Estudiantes de La Plata         | 6° lugar del Campeonato de Primera División de 1942 | La Plata     |
| Club Atlético Banfield               | 7° lugar del Campeonato de Primera División de 1942 | Banfield     |

## Desarrollo
|  | Cuartos de final | Cuartos de final | Cuartos de final |             |              | Semifinal      | Semifinal      | Semifinal      |  |         | Final          | Final          | Final          |  |
|  | 26 de noviembre  | 26 de noviembre  | 26 de noviembre  |             |              | 1 de diciembre | 1 de diciembre | 1 de diciembre |  |         | 1 de diciembre | 1 de diciembre | 1 de diciembre |  |
|  |                  |                  |                  |             |              |                |                |                |  |         |                |                |                |  |
|  |                  |                  |                  |             |              |                |                |                |  |         |                |                |                |  |
|  | 1                | Huracán          | 0 (4)            |             |              |                |                |                |  |         |                |                |                |  |
|  | 1                | Huracán          | 0 (4)            |             |              |                |                |                |  |         |                |                |                |  |
|  | 8                | Newell's         | 0 (2)            |             |              |                |                |                |  |         |                |                |                |  |
|  | 8                | Newell's         | 0 (2)            |             | Huracán      | Huracán        | 1              |                |  |         |                |                |                |  |
|  |                  |                  |                  |             | Huracán      | Huracán        | 1              |                |  |         |                |                |                |  |
|  |                  |                  | San Lorenzo      | San Lorenzo | 0            |                |                |                |  |         |                |                |                |  |
|  | 5                | San Lorenzo      | San Lorenzo      | San Lorenzo | 0            | 2              |                |                |  |         |                |                |                |  |
|  | 5                | San Lorenzo      |                  |             |              |                |                |                |  |         |                |                |                |  |
|  | 4                | Estudiantes (LP) | 0                |             |              |                |                |                |  |         |                |                |                |  |
|  | 4                | Estudiantes (LP) | 0                |             |              |                |                |                |  | Huracán | Huracán        | 2              |                |  |
|  |                  |                  |                  |             |              |                |                |                |  | Huracán | Huracán        | 2              |                |  |
|  |                  |                  | River Plate      | River Plate | 0            |                |                |                |  |         |                |                |                |  |
|  | 3                | Banfield         | River Plate      | River Plate | 0            | 0              |                |                |  |         |                |                |                |  |
|  | 3                | Banfield         |                  |             |              |                |                |                |  |         |                |                |                |  |
|  | 6                | Boca Juniors     | 3                |             |              |                |                |                |  |         |                |                |                |  |
|  | 6                | Boca Juniors     | 3                |             | Boca Juniors | Boca Juniors   | 0 (2)          |                |  |         |                |                |                |  |
|  |                  |                  |                  |             | Boca Juniors | Boca Juniors   | 0 (2)          |                |  |         |                |                |                |  |
|  |                  |                  | River Plate      | River Plate | 0 (3)        |                |                |                |  |         |                |                |                |  |
|  | 7                | Bye              | River Plate      | River Plate | 0 (3)        | N/D            |                |                |  |         |                |                |                |  |
|  | 7                | Bye              |                  |             |              |                |                |                |  |         |                |                |                |  |
|  | 2                | River Plate      | N/D              |             |              |                |                |                |  |         |                |                |                |  |
|  | 2                | River Plate      | N/D              |             |              |                |                |                |  |         |                |                |                |  |
|  |                  |                  |                  |             |              |                |                |                |  |         |                |                |                |  |

## Final
| 1 de diciembre de 1942 | River Plate | 0:2 | Huracán                                | Estadio Monumental, Buenos Aires            |                                             |
|                        |             |     | Manuel Giúdice 14' · Jorge Alberti 32' | Asistencia: 70 000 espectadores Árbitro(s): | Asistencia: 70 000 espectadores Árbitro(s): |

| Uniformes | Uniformes |
| --------- | --------- |
|           |           |

| Campeón Huracán 1.er título |

| Predecesor: 1941 Campeón: River Plate | III Copa Adrián C. Escobar 1942 Campeón: Huracán | Sucesor: 1943 Campeón: Huracán |